# Calle Financiera de Pekín

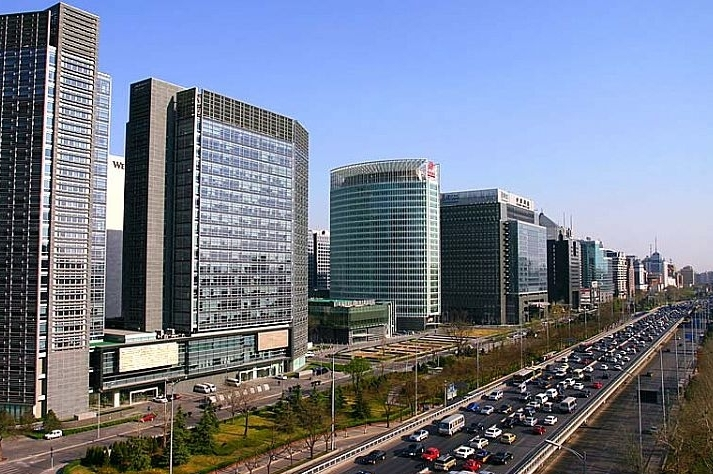
Beijing Financial Street

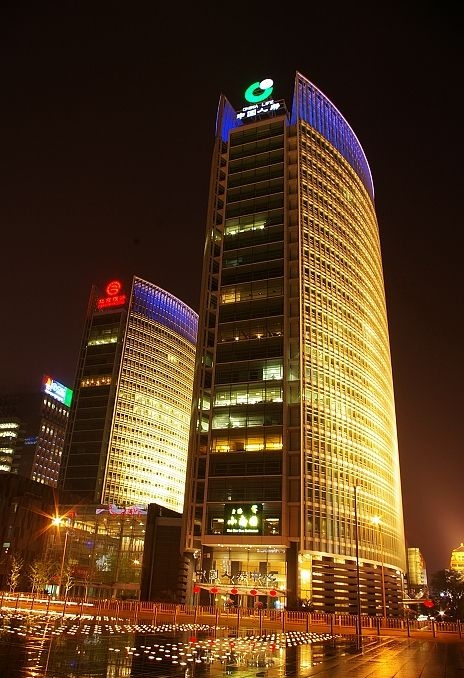
Beijing Financial Street – Sede de Bank of Beijing y China Life

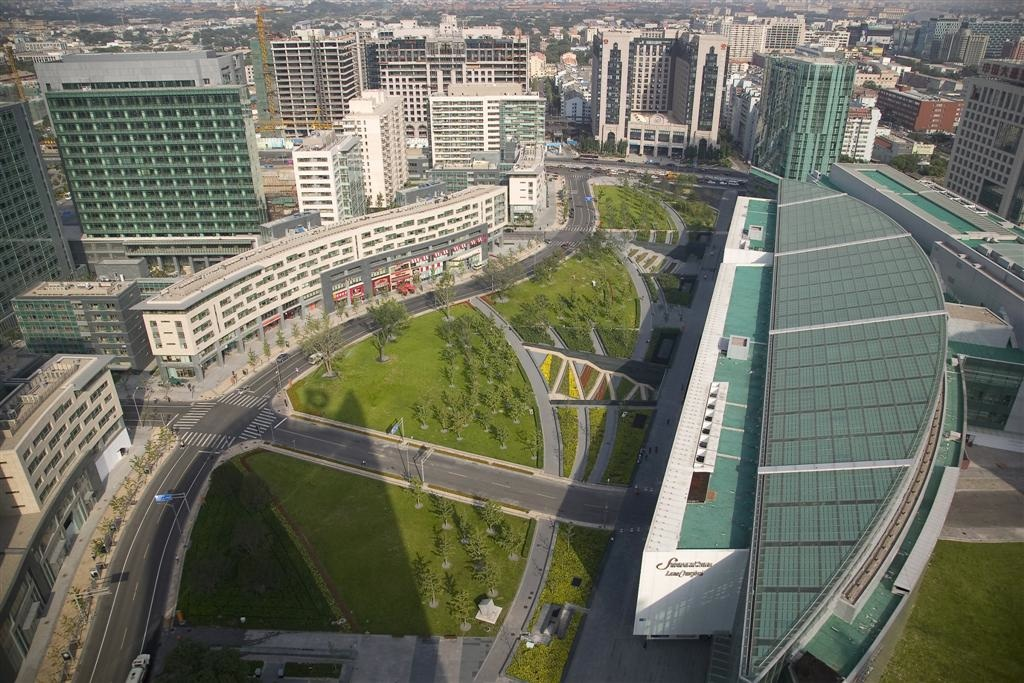
Vista de Central Park desde las Torres Gemelas

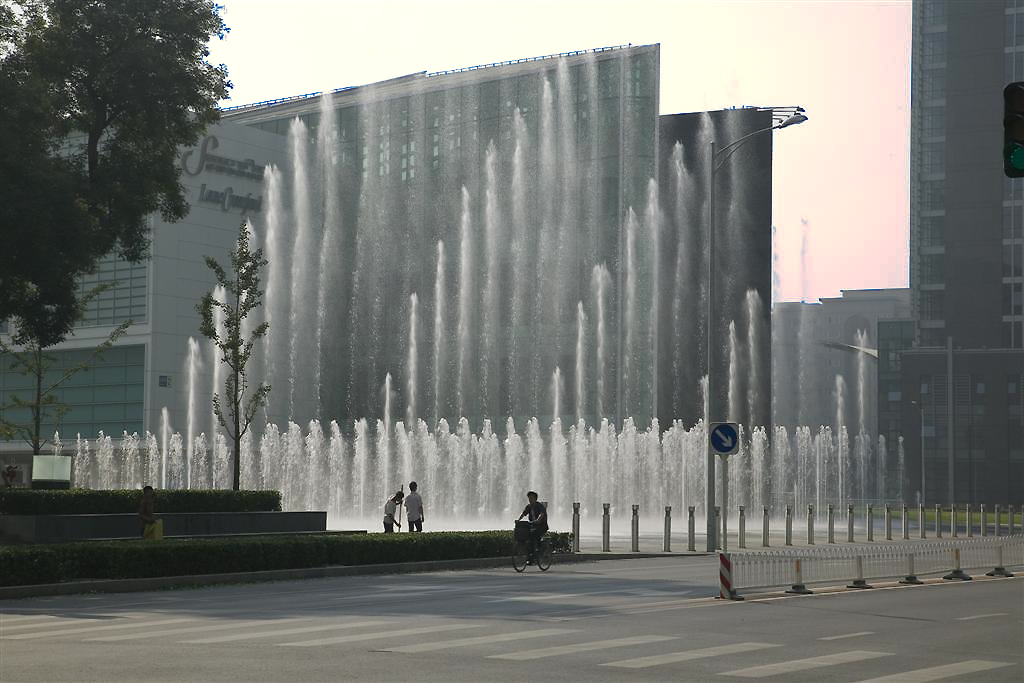
Fuentes en Central Park

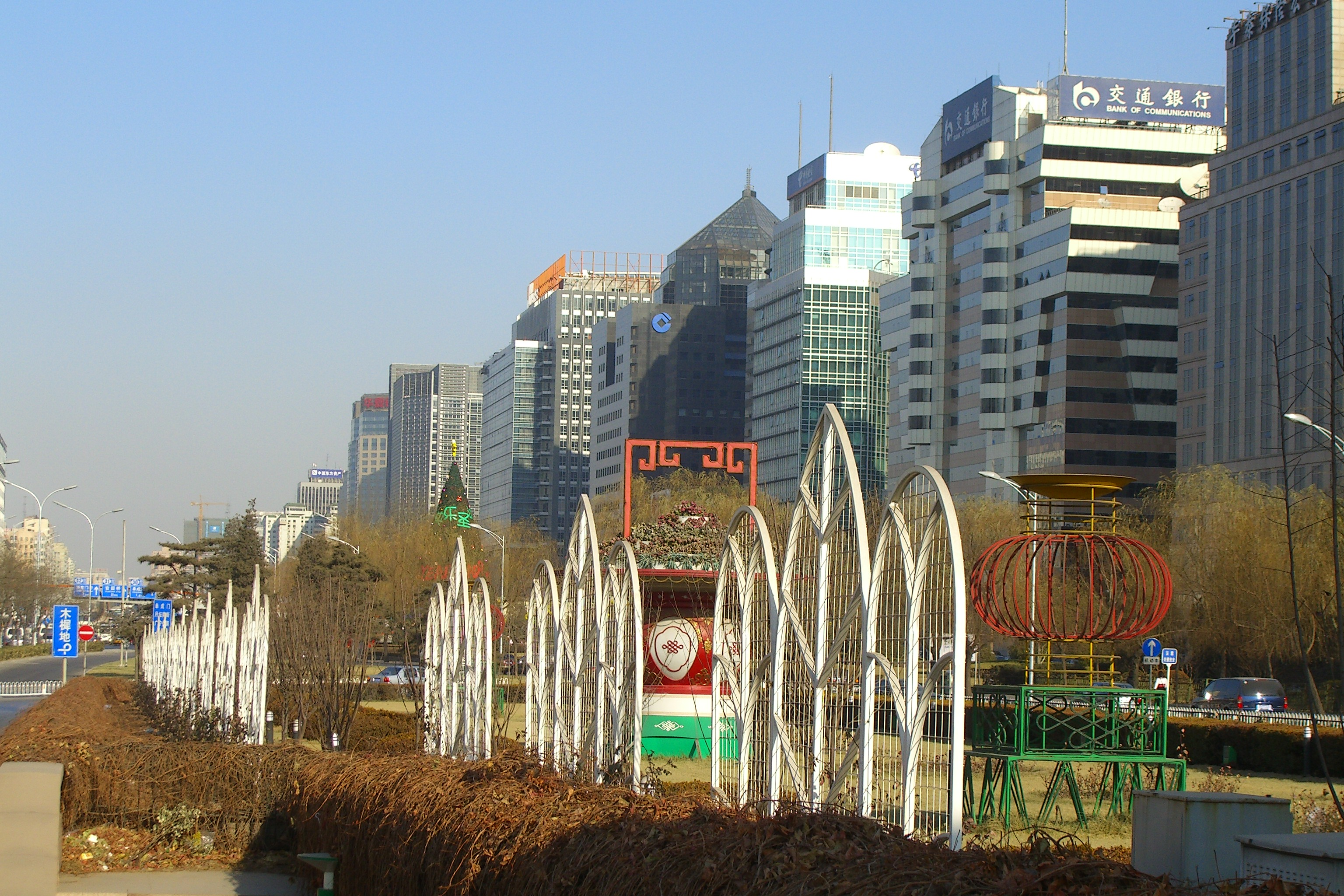
Beijing Finance Street, vista desde Fuxingmen

Beijing Financial Street, abreviado BFS (en chino, 北京金融街; pinyin, Běijīng Jīnróng Jiē), es una zona de 40 manzanas que ofrece un entorno de colaboración para instituciones financieras nacionales y extranjeras y agencias reguladoras chinas. Es parte del plan estratégico de la ciudad para situarse como un centro nacional de los negocios y las finanzas. Situado dentro de la Segunda Circunvalación de Pekín, la zona está ganando importancia como un influyente centro financiero internacional. 
Beijing Financial Street es el centro de regulación financiera más importante de China, llamado a veces el "Wall Street" de China, aunque no incluye una bolsa de valores. Las bolsas de China continental están situadas en Shanghái y Shenzhen. Aquí se sitúa el banco central (el Banco Popular Chino) y las tres comisiones reguladoras nacionales del gobierno central, que son Comisión Reguladora Bancaria China (CBRC), la Comisión Reguladora de Valores China (CSRC), y la Comisión Reguladora de Seguros China (CIRC). Los activos financieros de Beijing Financial Street representan el 60 % de los de todo el país, con más de 10000 millones de yuanes de flujo de caja cada día y unos activos financieros totales de más de 13 billones de yuanes. Controla el 90 % de los créditos nacionales y el 65 % de las primas de seguros nacionales, lo que hace a Pekín el mercado monetario y financiero más grande del país.
Como Pekín está surgiendo como rival a Shanghái para ser el centro financiero de China, Beijing Financial Street se posicionó recientemente como el núcleo del centro financiero de Pekín, según el plan estratégico de desarrollo de Pekín como centro financiero internacional, anunciado en mayo de 2008.
Más de 1500 instituciones financieras tienen oficinas dentro del distrito, incluidos el Banco Popular de China, la Compañía Popular de Seguros de China, el Banco Industrial y Comercial de China, el Banco de Construcción de China, el Bank of Communications, la Comisión Reguladora de Valores China, la Comisión Reguladora Bancaria China, y el CITIC Industrial Bank; así como muchos conglomerados extranjeros de inversión como UBS, Royal Bank of Canada, Goldman Sachs, JP Morgan, y Bank of America. Junto con su poderoso atractivo comercial, su ubicación y ofertas hacen que Beijing Financial Street sea un lugar codiciado por turistas y residentes. La zona ofrece unidades residenciales de lujo, hoteles de cinco estrellas, una amplia gama de servicios comerciales y culturales, y un ambiente vibrante.
Beijing Financial Street está siendo promovida por Beijing Street Holding Company, Ltd. La firma arquitectónica Skidmore, Owings & Merrill, junto con los arquitectos paisajistas SWA, diseñó el plan urbano, de ajardinamiento y las pautas de diseño de los edificios para el Distrito Central Park de la Financial Street, actualmente en construcción. Las instalaciones de los edificios están distribuidas alrededor de patios interiores, un concepto de diseño que tipifica los antiguos barrios de hutongs que rodean la Ciudad Prohibida.